# 규벌
규벌(閨閥, marriage of state)은 정략 결혼으로 인해 가족 관계를 이룬 형태이다. 즉, 외척정치의 근본을 다진 형태라고 할 수 있다. 규벌을 이룬 나라로는 유럽 왕실, 중국 왕조, 한국-고려·조선 시대, 일본 등이 대표적이다.

## 한국
한국의 대표적 규벌로는 고려 전기와 중기의 지배층인 문벌귀족(門閥貴族)이 있다. 977년부터 1170년 음력 8월 30일까지 주도권을 잡았다. 신라 말에 등장한 호족, 6두품, 개국 공신들이 고려시대에 들어와 문벌 귀족이 되었다. 다만 모든 호족이 문벌귀족이 된 것은 아니고 문벌귀족이 되지 못한 호족들은 향리가 되었다. 문벌귀족은 5품 이상의 관리를 말하며, 정치적으로 음서 제도, 경제적으로 공음전의 특권이 주어졌다. 왕실과의 혼인을 통해 권력을 유지하였으며 무신정변으로 일부 몰락하였다.

## 중국
중국의 규벌을 이룬 나라로는 전한, 후한 등이 있다.

## 일본
일본의 대표적 규벌로는 섭가 등이 있다. 섭가들의 정치를 섭관정치라 한다.

## 같이 보기
- 중매결혼